# بابا سارتر (رواية)
بابا سارتر هي رواية عربية شهيرة للكاتب العراقي علي بدر، نُشرت باللغة العربية في بيروت عام 2001م، ولاقت ترحيبًا حارًا من النقاد الثقافيين والمفكرين في العالم العربي. نشرت الجامعة الأمريكية بالقاهرة ترجمة باللغة الإنجليزية عام 2009م، وفازت علي بدر بعدة جوائز أدبية عنها.

## ملخص الرواية
تدور أحداث الرواية عن حياة عبد الرحمن، الفيلسوف الوجودي الذي عاش حياته بشكل مطابق لفيلسوف الفرنسي جان بول سارتر فهو يقلده في كل شيء، في تسريحة شعره، ونظارته، وملابسه، وكان يتمنى لو كان أعورًا ليتشابه مع عور سارتر، حتى أُطلق عليه سارتر بغداد. ترك هذا النقص الذي لازمه شعورًا قاسيًا حين كان يعيش في باريس عاصمة الوجودية أثناء دراسته للدكتوراه في الفلسفة الوجودية في جامعة السوربون في أواخر الخمسينات. فشل عب الرحمن في دراسته، وعاد بزوجة شقراء فرنسية إلى بغداد في أوائل الستينات عودةً أبدية معللا النفس بحياة فلسفية دون شهادة في الفلسفة، فاستقبله المثقفون بعاصفة من التصفيق والتشجيع، فأطلق عبارته الشهيرة ما معنى الشهادة في عالم لا معنى له.
يتابع الكاتب ابتداءً من هذه اللحظة رصد حياة الشارع الثقافي في بغداد وبيروت ودمشق وانتشار الوجودية بين المثقفين العرب.
حصلت الرواية على جائزة الدولة للآداب في بغداد عام 2001، وجائزة أبو القاسم الشابي عام 2001،، كما حصلت ترجمتها للإنجليزية على جائزة الشيخ حمد للترجمة عام 2017.